# دیانا میژریتسکا
دیانا میژریتسکا (اوکراینی: Діана Олександрівна Мижерицька؛ زادهٔ ۱ سپتامبر ۱۹۹۹) ژیمناست ریتمیک اهل اوکراین است.